# Caliente (Nevada)
Pour les articles homonymes, voir Caliente.
Caliente (en anglais [kæliˈɛnti]) est une ville américaine située dans le comté de Lincoln, dans le Nevada. Le recensement de 2010 a indiqué une population de 1 130 habitants.
Son nom signifie « chaud » en espagnol.

## Source
- (en) Cet article est partiellement ou en totalité issu de l’article de Wikipédia en anglais intitulé « Caliente, Nevada » (voir la liste des auteurs).